# Frank Stubblefield
Frank Albert Stubblefield, född 5 april 1907 i Murray i Kentucky, död 14 oktober 1977 i Murray i Kentucky, var en amerikansk politiker (demokrat). Han var ledamot av USA:s representanthus 1959–1974.
Stubblefield är begravd på Murray City Cemetery i Murray i Kentucky.